# آوتوبیانکی پریمولا
اتوبیانکی پریمولا (Autobianchi Primula) خودرویی است که در سال‌های ۱۹۶۴ تا ۱۹۷۰ توسط شرکت خودروسازی آوتوبیانکی تولید شده‌است. طول آن در حالت طبیعی ۳٬۷۸۵ میلیمتر (۱۴۹٫۰ اینچ) و عرض آن در حالت طبیعی ۱٬۵۷۸ میلیمتر (۶۲٫۱ اینچ) و ارتفاع آن در حالت طبیعی ۱٬۴۰۰ میلیمتر (۵۵ اینچ) است. سیستم جعبه‌دندهٔ آن ۴ دنده به صورت دستی است.